# Piccolo Teatro dei Pupi
Il Piccolo Teatro dei Pupi è un teatro di Pupi Siciliani, situato a Siracusa.

## Il Teatro dei Pupi
Il teatro appartiene alla Compagnia dei Pupari, fondata nel 1999 e formata dalle famiglie Vaccaro-Mauceri, questa compagnia organizza spettacoli di pupi siciliani, portando avanti la tradizione siracusana.
Il primo che fece nascere la passione per l'arte dei pupi a Siracusa fu Francesco Puzzo, il quale costruì il suo primo pupo nel 1885. Egli inaugurò due teatri di pupi a Siracusa; il teatrino Eldorado di via Maestranza e poi il Bellini, Rosario Vaccaro lo incontra nel 1926, all'epoca era un suo giovane apprendista, ma da quell'incontrò si consoliderà l'arte dei pupi a Siracusa, perché sarà la famiglia Vaccaro a prendere il posto di Francesco Puzzo ed a portare il teatro dell'Opera dei Pupi fino agli anni settanta, da lì l'unione con i fratelli Mauceri ha portato all'inaugurazione dell'attuale Piccolo Teatro dei Pupi, che organizza periodicamente spettacoli che divertono e incuriosiscono con le loro trame di cavalieri, draghi, maghi, castelli e paladini come vuole la migliore tradizione siciliana dell'Opera dei Pupi.

## La Compagnia dei Pupari
I fratelli Mauceri hanno presentato la compagnia e i propri spettacoli in numerosi Festival e Rassegne di teatro di figura in Italia e all'Estero.

La compagnia Vaccaro-Mauceri è vincitrice dei seguenti premi:
- Premio Internazionale "Nuove Mani", Amalfi 2000
- Premio Nazionale "Burattinai del 2000 in concorso", Mantova 2001
- Premio Nazionale "Maranci", Siracusa 2003
- Premio Nazionale Etica e Impresa, Ravello 2009

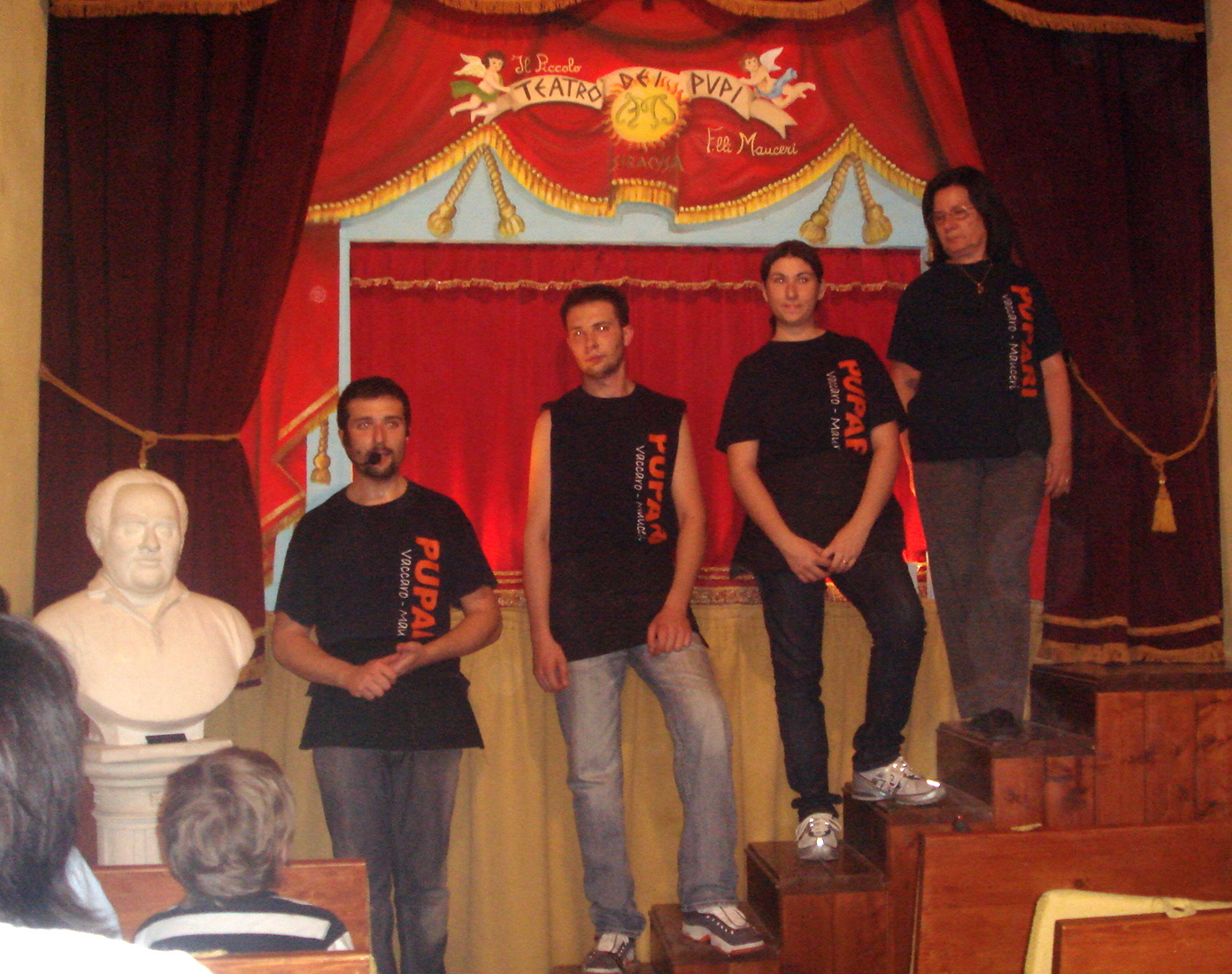
I fratelli Mauceri ringraziano il pubblico

Questa compagnia ha saputo esportare l'arte dell'Opera dei Pupi in modo notevole; tra i tanti eventi organizzati annoverano anche un tour di pupi siciliani fatto ad Alicante, in Spagna, un progetto didattico “I pupi vanno a scuola” che ha fatto conoscere gli spettacoli dei pupi all'interno delle scuole, una versione teatrale, con attori e pupi, della Tragedia “Persiani” di Eschilo alle rappresentazioni classiche del Teatro Greco di Siracusa, con la collaborazione del Teatro stabile del Friuli-Venezia Giulia.

Nel 2003 i pupi della Compagnia dei Pupari, sono stati scelti per rappresentare la tradizione dell'opra dei pupi, per la seconda edizione europea de “Regione Siciliana in tour 2003” e sempre nello stesso anno hanno partecipatp anche alla rinomata “Foire” Internazionale di Metz, in Francia.

I pupi della compagnia siracusana sono arrivati anche in Giappone, il quale ha esposto, in veste permanente, presso Il Museo Internazionale del Folclore della Chubu University di Kasugai-city, due pupi, Rinaldo e Bradamante, provenienti dalla collezione Vaccaro-Mauceri.
La Compagnia dei Pupari con il progetto "Un cartellone per l'Opra dei pupi", rivolto alle scuole siracusane; ha formato, la prima volta, una collaborazione tra pupari siciliani ed un'associazione benefica nazionale, la “Lega del Filo d'Oro”.

## La Bottega del Puparo

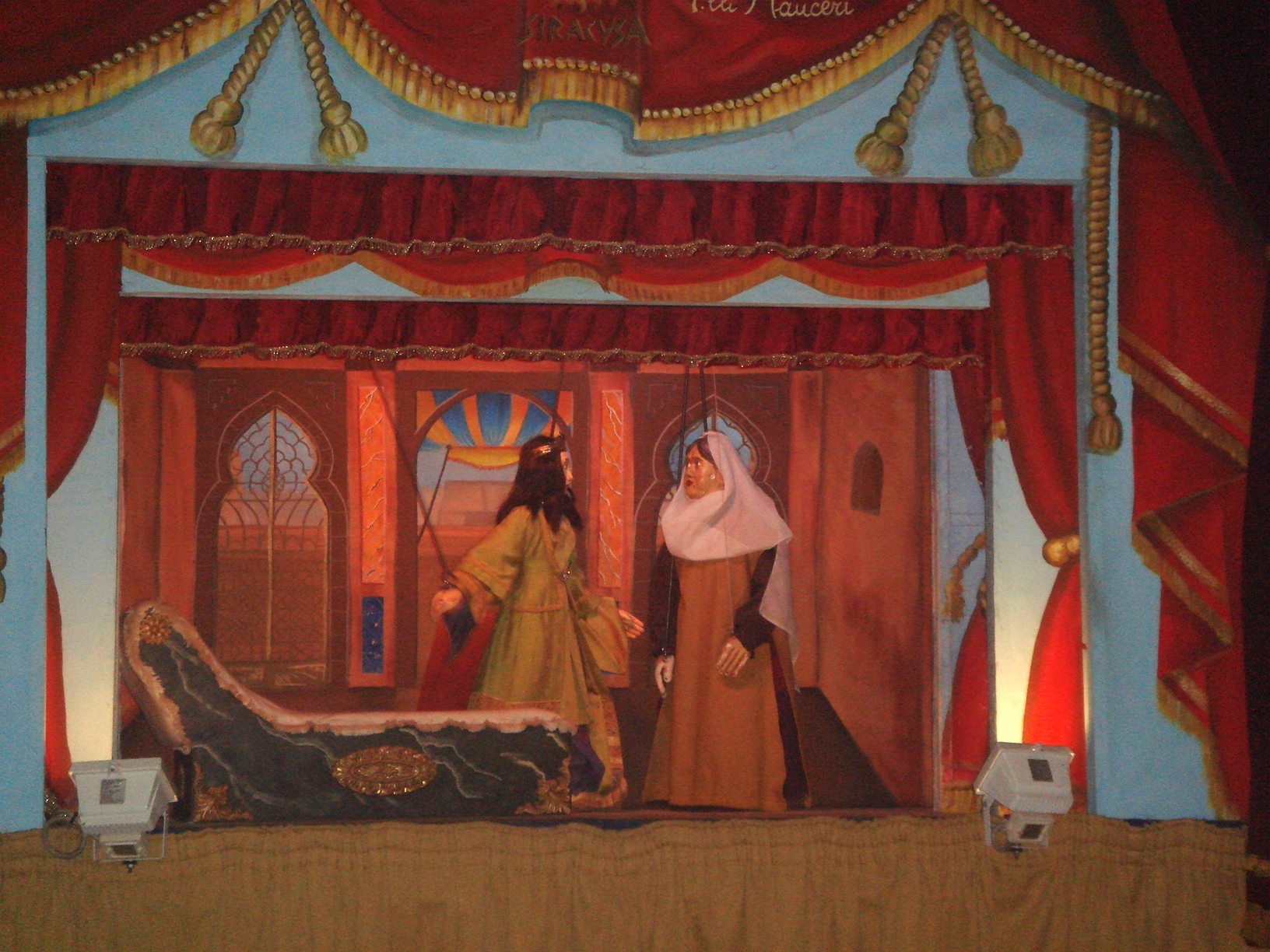
lo spettacolo dell'Opera dei Pupi

La bottega del puparo si trova all'interno del teatro, è l'unico laboratorio artigianale per la costruzione di pupi in tutta la Provincia di Siracusa.

Oltre alla realizzazione dei pupi e delle scenografie teatrali per la Compagnia, si occupa anche di creare pupi di ottima fattura per gli estimatori dell'Opera, realizzati interamente a mano su modelli tradizionali.

La Bottega organizza laboratori teorici, work-shop pratici su varie tecniche come la cartapesta, il Cartonnage, il découpage, la pittura; collabora con i migliori centri di animazione per ragazzi.

Ha realizzato costumi per diversi allestimenti teatrali di Associazioni ed Istituti scolastici ed è menzionata nelle migliori riviste nazionali ed estere.